# Stadion Nižnji Novgorod
Stadion Nižnji Novgorod (rus. Стадион Нижний Новгород) nogometni je stadion u gradu Nižnji Novgorod, u Nižnjenovgorodskoj oblasti Ruske Federacije. Namjenski je izgrađen za potrebe Svjetskog prvenstva u nogometu 2018. čiji domaćin je Rusija. Građen je od kraja 2015. do kraja 2017., a troškovi gradnje iznosili su 17,9 milijardi ruskih rubalja. Predviđeni kapacitet stadiona je 45,331 sjedećih mjesta, uključujući i 902 mjesta namenjenih osobama s posebnim potrebama.
Ukupna površina objekta je 127,500 m². Stadion je izgrađen na jednom od najljepših lokaliteta u gradu Nižnjem Novgorodu, na mjestu gdje se rijeka Oka ulijeva u Volgu (mjesto lokalno poznato kao Strelka).
Ukupna projektirana površina zgrade stadiona iznosi 127,500 m². Krajem 2014. godine, Ministarstvo sporta Ruske Federacije potpisalo je ugovor s OAO Strojtransgaz za izgradnju stadiona u vrijednosti od 16,756 milijardi rubalja na površini od 21,6 hektara. Ukupni procijenjeni troškovi stadiona - građevinski, instalacijski radovi generalnog izvođača radova i troškovi dizajna, iznose 17,9 milijardi rubalja.
Radovi na izgradnji stadiona "Nižnji Novgorod" započeli su 2015. godine.
Kapacitet stadiona je 45,000 mjesta, uključujući i 902 mjesta za osobe s invaliditetom zajedno s njihovom pratnjom. Očekuje se da će nakon završetka turnira, stadion biti korišten za domaće utakmice nogometnog kluba Olimpijec Nižnji Novgorod u ruskoj Premijer ligi.
U proljeće 2017., guverner Valerij Šancev predložio je, da se stadion koristi i za natjecanja u drugim sportovima, kao i za druge važne događaje i koncerte.